# Zimowy Olimpijski Festiwal Młodzieży Europy 2001
V Zimowy Olimpijski Festiwal Młodzieży Europy 2001 – piąta zimowa edycja olimpijskiego festiwalu młodzieży Europy, odbywająca się w dniach 10–16 marca 2001 r. w fińskiej miejscowości Vuokatti. W zawodach wzięło udział 1111 uczestników z 40 państw.

## Konkurencje
- biathlon (wyniki)
- biegi narciarskie (wyniki)
- hokej na lodzie (wyniki)
- łyżwiarstwo szybkie (wyniki)
- narciarstwo alpejskie (wyniki)
- skoki narciarskie (wyniki)
- snowboarding (wyniki)

## Wyniki

### Biathlon
| Konkurencja                          | Złoto                                                                               | Srebro                                                                        | Brąz                                                                   |
| ------------------------------------ | ----------------------------------------------------------------------------------- | ----------------------------------------------------------------------------- | ---------------------------------------------------------------------- |
| sprint (6 km) dziewcząt              | Sabine Hocheder                                                                     | Kathleen Lindau                                                               | Mervi Markkanen                                                        |
| bieg indywidualny (7,5 km) dziewcząt | Kathleen Lindau                                                                     | Marija Kosinowa                                                               | Maija Hietamies                                                        |
| sprint (7,5 km) chłopców             | Aleksandr Kudriaszew                                                                | Andrej Mikałajeu                                                              | Robert Wick                                                            |
| bieg indywidualny (10 km) chłopców   | Tobias Strohm                                                                       | Ondřej Moravec                                                                | Henri Leinonen                                                         |
| sztafeta mieszana                    | Rosja Władimir Szemiełow · Marija Dudakowa · Aleksandr Kudriaszew · Marija Kosinowa | Czechy Ondřej Moravec · Michaela Stránská · Michal Šlesingr · Klára Moravcová | Niemcy Tobias Strohm · Sabine Hocheder · Robert Wick · Kathleen Lindau |

### Biegi narciarskie
| Konkurencja                       | Złoto                                                                         | Srebro                                                                    | Brąz                                                                    |
| --------------------------------- | ----------------------------------------------------------------------------- | ------------------------------------------------------------------------- | ----------------------------------------------------------------------- |
| 5 km stylem klasycznym dziewcząt  | Petra Markelová                                                               | Tatjana Czugajewa                                                         | Iryna Nafranowicz                                                       |
| 7,5 stylem dowolnym dziewcząt     | Tatjana Czugajewa                                                             | Irina Terentjeva                                                          | Walentina Nowikowa                                                      |
| 7,5 km stylem klasycznym chłopców | Wadim Sannikow                                                                | Hans Grønnvold                                                            | Luca Orlandi                                                            |
| 10 km stylem dowolnym chłopców    | Nikołaj Fokin                                                                 | Wadim Sannikow                                                            | Federico Clementi                                                       |
| sztafeta mieszana                 | Rosja Walentina Nowikowa · Wadim Sannikow · Tatjana Czugajewa · Nikołaj Fokin | Finlandia Heli Lehikoinen · Mikko Mustonen · Maija Hakala · Tuomo Niemelä | Norwegia Ingrid Urdahl · Svein Utistog · Liv Nordtømme · Hans Grønnvold |

### Hokej na lodzie
| Złoto | Srebro     | Brąz      |
| ----- | ---------- | --------- |
| Rosja | Szwajcaria | Finlandia |

### Łyżwiarstwo szybkie
| Konkurencja      | Złoto                 | Srebro              | Brąz                |
| ---------------- | --------------------- | ------------------- | ------------------- |
| 500 m dziewcząt  | Julija Buczujewa      | Marcela Kramářová   | Maren Haugli        |
| 1000 m dziewcząt | Julija Buczujewa      | Mari Hemmer         | Mariska Huisman     |
| 500 m chłopców   | Alessandro Magnabosco | Remco Olde Heuvel   | Konrad Niedźwiedzki |
| 1500 m chłopców  | Remco Olde Heuvel     | Konrad Niedźwiedzki | Ihar Makawiecki     |

### Narciarstwo alpejskie
| Konkurencja                 | Złoto                   | Srebro               | Brąz               |
| --------------------------- | ----------------------- | -------------------- | ------------------ |
| slalom dziewcząt            | Jessica Lindell-Vikarby | Chiara Costazza      | Therese Borssén    |
| slalom równoległy dziewcząt | Ana Drev                | Michaela Kirchgasser | Tone Jersin Ansnes |
| slalom chłopców             | Patrick Küng            | Manuel Sandbichler   | Kurt Pittschieler  |
| slalom równoległy chłopców  | Manuel Sandbichler      | Thomas Perrier       | Steve Missillier   |

### Snowboarding
| Konkurencja         | Złoto               | Srebro            | Brąz                  |
| ------------------- | ------------------- | ----------------- | --------------------- |
| Snowcross dziewcząt | Thea Stenshagen     | Verena Domenig    | Heidi Kurkinen        |
| Halfpipe dziewcząt  | Paulina Ligocka     | Elin Viken Holvik | Heidi Kurkinen        |
| Snowcross chłopców  | Francesco Sandrini  | Dominik Fiegl     | Michael Schreilechner |
| Halfpipe chłopców   | Toni-Markus Turunen | Likka Bäckström   | Antti Autti           |

### Skoki narciarskie
| Konkurencja            | Złoto                                                      | Srebro                                                             | Brąz                                                                 |
| ---------------------- | ---------------------------------------------------------- | ------------------------------------------------------------------ | -------------------------------------------------------------------- |
| chłopcy K-90           | Janne Happonen                                             | Maximilian Mechler                                                 | Akseli Kokkonen                                                      |
| dziewczęta K-90        | Daniela Iraschko                                           | Helena Olsson Smeby                                                | Anette Sagen                                                         |
| chłopcy K-90 drużynowo | Finlandia Janne Happonen · Kalle Keituri · Akseli Kokkonen | Austria Manuel Fettner · Stefan Thurnbichler · Balthasar Schneider | Francja Vincent Descombes Sevoie · Maxime Laheurte · David Lazzaroni |

## Klasyfikacja medalowa
| L.p.  | Państwo    |    |    |    | Razem |
| ----- | ---------- | -- | -- | -- | ----- |
| 1.    | Rosja      | 11 | 3  | 2  | 16    |
| 2.    | Finlandia  | 3  | 2  | 8  | 13    |
| 3.    | Włochy     | 3  | 2  | 3  | 8     |
| 4.    | Niemcy     | 3  | 2  | 2  | 7     |
| 5.    | Norwegia   | 1  | 4  | 4  | 9     |
| 6.    | Austria    | 1  | 4  | 1  | 6     |
| 7.    | Czechy     | 1  | 3  | 0  | 4     |
| 8.    | Szwecja    | 1  | 2  | 1  | 4     |
| 9.    | Holandia   | 1  | 1  | 1  | 3     |
| 9.    | Polska     | 1  | 1  | 1  | 3     |
| 11.   | Szwajcaria | 1  | 1  | 0  | 2     |
| 12.   | Słowenia   | 1  | 0  | 1  | 2     |
| 13.   | Białoruś   | 0  | 1  | 2  | 3     |
| 13.   | Francja    | 0  | 1  | 2  | 3     |
| 15.   | Litwa      | 0  | 1  | 0  | 1     |
| Total | Total      | 28 | 28 | 28 | 84    |